# Ninja: Cień łzy
Ninja: Cień łzy (tytuł oryg. Ninja: Shadow of a Tear) − amerykańsko-tajlandzki film fabularny z 2013 roku, napisany przez Davida N. White’a oraz wyreżyserowany przez Isaaca Florentine’a. Sequel projektu Ninja (2009), także w reżyserii Florentine’a. W filmie główną rolę z prequelu powtórzył gwiazdor kina akcji, Scott Adkins. Obraz kręcono w Bangkoku, w Tajlandii. Jego oficjalna premiera odbyła się w trakcie Fantastic Fest w Austin pod koniec września 2013. 31 grudnia tego roku nastąpiła komercyjna premiera Ninja: Shadow of a Tear.

## Fabuła
Bowman, chcąc pomścić śmierć ukochanej, wyrusza na misję do Birmy.

## Obsada
- Scott Adkins − Casey Bowman
- Kane Kosugi − Nakabara
- Mika Hijii − Namiko Takeda
- Shun Sugata − Goro
- Vithaya Pansringarm − generał Sung

## Produkcja i wydanie filmu
W listopadzie 2012 roku wytwórnie Nu Image i Millennium Films podały do informacji publicznej, że sequel filmu Ninja (2009) znajduje się w fazie produkcji. Ujawniono, że projekt powstaje pod roboczym tytułem Ninja II, reżyserowany jest przez Isaaca Florentine’a, a aktorzy Scott Adkins oraz Mika Hijii powtórzą swoje role z prequela. Wkrótce potem, za pośrednictwem własnej strony internetowej, praktyk sztuk walki i aktor Kane Kosugi − syn Shō Kosugiego − obwieścił, że został obsadzony w roli jednego z filmowych antagonistów. Także jesienią 2012 zapowiedziano, że choreografię scen walki w Ninja II Szwed chińskiego pochodzenia Tim Man, znany z pracy przy filmie Quentina Tarantino Kill Bill (2003). Man Akihiro „Yujiego” Noguchi, początkowo wiązanego z funkcją choreografa. Noguchi pracował na planie Ninja w 2008. Zdjęcia kręcono w Bangkoku, w Tajlandii, aż do lutego 2013 roku. W lipcu 2013 Scott Adkins ujawnił, że tytuł projektu zmieniono na Ninja: Shadow of a Tear.
9 września 2013 w sieci zadebiutował pierwszy trailer kontynuacji. W tym samym czasie producenci udostępnili też pierwsze zdjęcia z filmu, sugerujące scenę tortur bohatera granego przez Adkinsa. Oficjalna premiera filmu odbyła się w trakcie Fantastic Fest w Austin pod koniec września 2013. 31 grudnia tego roku nastąpiła komercyjna premiera Ninja: Shadow of a Tear. W Polsce film wydano wyłącznie na dyskach DVD/Blu-ray 20 lutego 2014. Pod tytułem Ninja: Cień łzy film dystrybuowała firma Imperial.

## Opinie
Po premierze na Austin Fantastic Fest, obraz spotkał się z ciepłym przyjęciem tak krytyków, jak i widowni. Opinie widzów sugerowały, że Ninja: Shadow of a Tear jest jednym z najlepszych filmów wydanych direct-to-video, jakie kiedykolwiek powstały. Wkrótce po wydaniu na dyskach DVD/Blu-ray film zebrał kolejne pozytywne recenzje.